# Rupert (voornaam)
Rupert is een mannelijke voornaam.

## Varianten
De naam Rupert kent ook een variant: Rippert
Verwante voornamen zijn Robert en Ruprecht.

## Bekende dragers van de voornaam

### B
- Rupert Brooke (1887-1915), Engelse dichter
- Rupert Bunny (1864-1947), Australisch kunstschilder

### C
- Rupert Christopher (1956-2007), Surinaams militair, politicus en diplomaat

### D
- Rupert Davies (1916-1976), Engelse acteur
- Rupert Degas (1970), Engels acteur, stemacteur en stemimitator
- Rupert van Deutz (circa 1075-1130), 12de-eeuws theoloog, exegeet en mysticus uit het bisdom Luik

### E
- Rupert Everett (1959), Engels acteur, regisseur, zanger en auteur

### F
- Rupert Friend (1981), Engels acteur

### G
- Rupert Graves (1963), Brits film-, televisie- en theateracteur
- Rupert Gregson-Williams (1966), Brits componist van filmmuziek
- Rupert Grint (1988), Engels acteur

### H
- Rupert Hine (1947), Britse muzikant en producer
- Rupert Hollaus (1931-1954), Oostenrijks motorcoureur
- Rupert Holmes (1947), Brits componist, singer-songwriter, arrangeur, producer en schrijver

### J
- Rupert Julian (1878-1943), Amerikaans regisseur en acteur

### K
- Rupert Keegan (1955), Engels Formule 1-coureur

### L
- Rupert van Laurenburg, een van de oudst bekende mogelijke voorouders van het Huis Nassau
- Rupert I van Laurenburg († vóór 13 mei 1154), een van de voorouders van het Huis Nassau
- Rupert II van Laurenburg († ca. 1159), een van de voorouders van het Huis Nassau

### M
- Rupert Michell (1879-1966), Canadees dokter en poolonderzoeker
- Rupert Murdoch (1931), oprichter, grootste aandeelhouder en CEO van News Corporation

### N
- Rupert III van Nassau († 23/28 december 1191), een van de eerste graven van Nassau
- Rupert IV van Nassau († na 1 januari 1239), graaf van Nassau
- Rupert V van Nassau (1280-1304), graaf van Nassau
- Rupert van Nassau-Sonnenberg (ca. 1340-1390), graaf van Nassau-Sonnenberg

### O
- Rupert Viktor Oppenauer (1910 – 1969), Oostenrijks chemicus

### P
- Rupert Penry-Jones (1970), Brits acteur,

### S
- Rupert van Salzburg (7e eeuw-718/720), benedictijn, bisschop en stichter van de Oostenrijkse stad Salzburg
- Rupert Sheldrake (1942), Engels auteur
- Rupert Svendsen-Cook (1990), Brits autocoureur

### V
- Rupert Vansittart (1958), Engels acteur.

### W
- Rupert Wildt (1905-1976), Duits-Amerikaans astronoom